# Liste der Kulturdenkmale in Rastorf
In der Liste der Kulturdenkmale in Rastorf sind alle Kulturdenkmale der schleswig-holsteinischen Gemeinde Rastorf (Kreis Plön) und ihrer Ortsteile aufgelistet (Stand: 10. März 2025).

## Legende
In den Spalten befinden sich folgende Informationen:
- Objekt-ID: die Nummer des Kulturdenkmales
- Lage: die Adresse des Kulturdenkmales und die geographischen Koordinaten. Kartenansicht, um Koordinaten zu setzen. In der Kartenansicht sind Kulturdenkmale ohne Koordinaten mit einem roten Marker dargestellt und können in der Karte gesetzt werden. Kulturdenkmale ohne Bild sind mit einem blauen Marker gekennzeichnet, Kulturdenkmale mit Bild mit einem grünen Marker.
- Offizielle Bezeichnung: Bezeichnung des Kulturdenkmales
- Beschreibung: die Beschreibung des Kulturdenkmales
- Bild: ein Bild des Kulturdenkmales

## Bauliche Anlagen
| Objekt-ID      | Lage                                               | Offizielle Bezeichnung                                 | Beschreibung | Bild                             |
| -------------- | -------------------------------------------------- | ------------------------------------------------------ | --- | -------------------------------- |
| 1049 Wikidata  | Gut Rastorf (54° 16′ 13″ N, 10° 17′ 25″ O)         | Gut Rastorf: Herrenhaus                                | Alteintragung (Aktualisierung vorgesehen) - Begründung: Alteintragung (Aktualisierung vorgesehen) - Schutzumfang: Alteintragung (Aktualisierung vorgesehen) - Denkmaltyp: Bauliche Anlage          | Fotos hochladen                  |
| 1070 Wikidata  | Gut Rastorf (54° 16′ 15″ N, 10° 17′ 21″ O)         | Gut Rastorf: Kavalierhaus                              | Alteintragung (Aktualisierung vorgesehen) - Begründung: Alteintragung (Aktualisierung vorgesehen) - Schutzumfang: Alteintragung (Aktualisierung vorgesehen) - Denkmaltyp: Bauliche Anlage          | Fotos hochladen                  |
| 1088 Wikidata  | Gut Rastorf (54° 16′ 15″ N, 10° 17′ 25″ O)         | Gut Rastorf: Kutschstall mit Remisenanbau              | Alteintragung (Aktualisierung vorgesehen) - Begründung: Alteintragung (Aktualisierung vorgesehen) - Schutzumfang: Alteintragung (Aktualisierung vorgesehen) - Denkmaltyp: Bauliche Anlage          | Fotos hochladen                  |
| 1057 Wikidata  | Gut Rastorf (54° 16′ 18″ N, 10° 17′ 24″ O)         | Gut Rastorf: Scheune                                   | Alteintragung (Aktualisierung vorgesehen) - Begründung: geschichtlich, künstlerisch, städtebaulich - Schutzumfang: Alteintragung (Aktualisierung vorgesehen) - Denkmaltyp: Bauliche Anlage         | Fotos hochladen                  |
| 1079 Wikidata  | Gut Rastorf (54° 16′ 17″ N, 10° 17′ 20″ O)         | Gut Rastorf: Kuhhaus                                   | Alteintragung (Aktualisierung vorgesehen) - Begründung: geschichtlich, Kulturlandschaft prägend - Schutzumfang: Alteintragung (Aktualisierung vorgesehen) - Denkmaltyp: Bauliche Anlage            | Fotos hochladen                  |
| 1056 Wikidata  | Gut Rastorf (54° 16′ 19″ N, 10° 17′ 21″ O)         | Gut Rastorf: Torhaus                                   | Alteintragung (Aktualisierung vorgesehen) - Begründung: Alteintragung (Aktualisierung vorgesehen) - Schutzumfang: Alteintragung (Aktualisierung vorgesehen) - Denkmaltyp: Bauliche Anlage          | Fotos hochladen                  |
| 12478 Wikidata | Gut Rastorf (54° 16′ 22″ N, 10° 16′ 58″ O)         | Gut Rastorf: Grotte mit Quellfassung und Treppenanlage | Alteintragung (Aktualisierung vorgesehen) - Begründung: Alteintragung (Aktualisierung vorgesehen) - Schutzumfang: Alteintragung (Aktualisierung vorgesehen) - Denkmaltyp: Bauliche Anlage          | Fotos hochladen                  |
| 1089 Wikidata  | Gut Rastorf (54° 16′ 22″ N, 10° 16′ 57″ O)         | Gut Rastorf: Denkmal Chr. E. zu Rantzau                | Alteintragung (Aktualisierung vorgesehen) - Begründung: Alteintragung (Aktualisierung vorgesehen) - Schutzumfang: Alteintragung (Aktualisierung vorgesehen) - Denkmaltyp: Bauliche Anlage          | weitere Fotos \| Fotos hochladen |
| 12480 Wikidata | Lange Reihe 1 (54° 16′ 20″ N, 10° 17′ 18″ O)       | Inspektorenwohnhaus                                    | Alteintragung (Aktualisierung vorgesehen) - Begründung: Alteintragung (Aktualisierung vorgesehen) - Schutzumfang: Alteintragung (Aktualisierung vorgesehen) - Denkmaltyp: Bauliche Anlage          | Fotos hochladen                  |
| 12486 Wikidata | Lange Reihe 10 (54° 16′ 24″ N, 10° 17′ 4″ O)       | Arbeiterwohnhaus                                       | Alteintragung (Aktualisierung vorgesehen) - Begründung: Alteintragung (Aktualisierung vorgesehen) - Schutzumfang: Alteintragung (Aktualisierung vorgesehen) - Denkmaltyp: Bauliche Anlage          | Fotos hochladen                  |
| 12488 Wikidata | Lange Reihe 14 (54° 16′ 24″ N, 10° 17′ 0″ O)       | ehem. Försterei                                        | Alteintragung (Aktualisierung vorgesehen) - Begründung: Alteintragung (Aktualisierung vorgesehen) - Schutzumfang: Alteintragung (Aktualisierung vorgesehen) - Denkmaltyp: Bauliche Anlage          | Fotos hochladen                  |
| 12490 Wikidata | Lange Reihe 18 – 20 (54° 16′ 25″ N, 10° 16′ 55″ O) | ehem. Krug „Blauer Löwe“                               | Alteintragung (Aktualisierung vorgesehen) - Begründung: Alteintragung (Aktualisierung vorgesehen) - Schutzumfang: Alteintragung (Aktualisierung vorgesehen) - Denkmaltyp: Bauliche Anlage          | Fotos hochladen                  |
| 8962 Wikidata  | Rosenfelder Weg (54° 16′ 56″ N, 10° 15′ 44″ O)     | sogenannte Weiße Brücke                                | Alteintragung (Aktualisierung vorgesehen) - Begründung: geschichtlich, technisch, Kulturlandschaft prägend - Schutzumfang: Alteintragung (Aktualisierung vorgesehen) - Denkmaltyp: Bauliche Anlage | Fotos hochladen                  |

## Gründenkmale
| Objekt-ID      | Lage                                       | Offizielle Bezeichnung                              | Beschreibung | Bild            |
| -------------- | ------------------------------------------ | --------------------------------------------------- | --- | --------------- |
| 12473 Wikidata | Gut Rastorf (54° 16′ 17″ N, 10° 17′ 22″ O) | Gut Rastorf: Hofallee                               | Alteintragung (Aktualisierung vorgesehen) - Begründung: geschichtlich, Kulturlandschaft prägend - Schutzumfang: gesamtes Objekt - Denkmaltyp: Gründenkmal | BW              |
| 12474 Wikidata | Gut Rastorf (54° 16′ 21″ N, 10° 17′ 24″ O) | Gut Rastorf: zweite östliche Zufahrtsallee (Linden) | Alteintragung (Aktualisierung vorgesehen) - Begründung: geschichtlich, Kulturlandschaft prägend - Schutzumfang: gesamtes Objekt - Denkmaltyp: Gründenkmal | BW              |
| 20933 Wikidata | Gut Rastorf (54° 16′ 20″ N, 10° 17′ 30″ O) | Gut Rastorf: Gartenallee (Linden)                   | Alteintragung (Aktualisierung vorgesehen) - Begründung: geschichtlich, Kulturlandschaft prägend - Schutzumfang: gesamtes Objekt - Denkmaltyp: Gründenkmal | BW              |
| 20934 Wikidata | Gut Rastorf (54° 16′ 17″ N, 10° 17′ 31″ O) | Gut Rastorf: Gartenallee Fortsetzung (Linden)       | Alteintragung (Aktualisierung vorgesehen) - Begründung: geschichtlich, Kulturlandschaft prägend - Schutzumfang: gesamtes Objekt - Denkmaltyp: Gründenkmal | BW              |
| 12477 Wikidata | Gut Rastorf (54° 16′ 25″ N, 10° 16′ 49″ O) | Gut Rastorf: Landschaftspark am Schwentineufer      | Alteintragung (Aktualisierung vorgesehen) - Begründung: geschichtlich, künstlerisch, Kulturlandschaft prägend - Schutzumfang: Gut Rastorf: Landschaftspark am Schwentineufer, Gartentor östlich des Torhauses, Gartentor westlich des Torhauses, Gartenmauer vor dem Torhaus, Wasserspeier - Denkmaltyp: Gründenkmal | Fotos hochladen |
| 20936 Wikidata | Gut Rastorf (54° 16′ 20″ N, 10° 17′ 12″ O) | Gut Rastorf: Schwentineallee zum Monument (Linden)  | Alteintragung (Aktualisierung vorgesehen) - Begründung: geschichtlich, Kulturlandschaft prägend - Schutzumfang: gesamtes Objekt - Denkmaltyp: Gründenkmal | Fotos hochladen |

## Sonstige Denkmale
| Objekt-ID     | Lage                                       | Offizielle Bezeichnung | Beschreibung | Bild |
| ------------- | ------------------------------------------ | ---------------------- | --- | ---- |
| 1090 Wikidata | Gut Rastorf (54° 16′ 13″ N, 10° 17′ 26″ O) | Gut Rastorf: Sarkophag | Alteintragung (Aktualisierung vorgesehen) - Begründung: geschichtlich, künstlerisch - Schutzumfang: Alteintragung (Aktualisierung vorgesehen) - Denkmaltyp: Sonstiges Denkmal | BW   |

## Quelle
- Liste der Kulturdenkmale in Schleswig-Holstein – Kreis Plön (PDF)

- Karte mit allen Koordinaten:
- OSM |
- WikiMap